# 明日、輝く
『明日、輝く』（あした かがやく）は、2025年3月17日にNHK総合で放送されたテレビドラマ。主演は井上祐貴。「第48回創作テレビドラマ大賞」受賞作。

## キャスト

### 主要人物
新野亮介（にいの りょうすけ）
演 - 井上祐貴
夢破れたランナーの青年。3年前、大学駅伝のゴール直前でライバルに転倒させられ、ケガで引退した。今はコンビニでバイトをしながら日々を送っていた。
矢沢心海（やざわ ここみ）
演 - 具志川莉央
生きる希望を見つけられない家出少女。ダンスを踊るのが大好き。

### 周辺人物
堂前一輝
演 - 佐藤寛太
新野のライバル。オリンピックの有力候補。
沖悠太
演 - 本多力
新野が働くコンビニの店長。
リリア
演 - 希咲うみ
コンビニをなぜか頻繁に訪れる少女。
矢沢真人
演 - 横田栄司
心海の父。

## スタッフ
- 作 - 竹上雄介[1]
- 音楽 - yutaka hirasaka[3]
- 制作統括 - 須崎岳（NHKエンタープライズ）、本木一博（NHK）[1]
- 演出 - 板垣麻衣子（NHKエンタープライズ）[1]
- 精神医療考証 - 松本俊彦
- マラソン指導 - 布江剛士、がんばれゆうすけ
- ダンス指導 - norip、Mikipon
- 撮影協力 - いばらきフィルムコミッション、みとフィルムコミッション、土浦フィルムコミッション、神奈川県寒川町